# カウンティ級駆逐艦
カウンティ級駆逐艦（カウンティきゅうくちくかん、英語: County-class destroyer）はイギリス海軍の駆逐艦の艦級。
イギリス海軍初のミサイル駆逐艦として、まず1955・6年度計画で前期型（バッチ1）4隻が建造されたのち、1961・4年度で更に後期型（バッチ2）4隻が追加された。なお、当時導入されていたアメリカ海軍式の船体番号ではミサイル・フリゲート（DLG）に類別されていたほか、ジェーン海軍年鑑では軽巡洋艦として扱われていた。

## 来歴
イギリス海軍は、艦隊駆逐艦として、1942年・1943年度戦時予算ではバトル級、1944年度予算ではデアリング級を建造していた。しかし第二次世界大戦直後のイギリスでは大西洋の戦いの記憶が鮮烈であり、将来の戦争への備えとしては船団護衛に高い優先度を与えていた。このため、大戦直後の水上戦闘艦としては、船団護衛艦としてのフリゲートの建造が優先され、艦隊駆逐艦の建造はしばらく途絶えることとなった。
その間も、海軍では将来駆逐艦の研究が重ねられていた。1940年代後半から1953年にかけて、艦隊航空管制護衛艦（Fleet Aircraft Direction Escort, FADE）、対潜護衛艦（A/S Escort）、また62口径12.7cm砲を主砲とする巡洋艦駆逐艦（cruiser-destroyer）など、様々な計画が検討されては放棄されていった。1953年10月には、2,910トン級で新開発のガスタービンエンジンを採用した艦隊対潜護衛艦の検討が着手されたものの、ガスタービンエンジンのスペース増大に伴って1954年6月には4,000トンまで肥大化しており、この排水量ならば、むしろデアリング級と同コンセプトで拡大強化した汎用艦のほうが望ましいと看做されるようになっていた。この汎用艦の案は、「超デアリング級」「改デアリング級」「汎用駆逐艦」「高速護衛艦」など様々に呼称されたが、これが本級の計画の端緒となった。
1954年、海軍は戦略を見直し、次なる世界大戦よりも第三世界での限定戦争に重点を移すこととした。この場合、大西洋での船団護衛よりは空母機動部隊の戦力充実が必要となり、艦隊駆逐艦の更新は待ったなしの課題となった。この時点で、将来の対空兵器は新開発のシースラグ艦対空ミサイルになるであろうと予測されていたが、このシステムはあまりに巨大すぎて、海軍の要求にあわせて搭載するには巡洋艦の規模が必要とされていた。1954年10月、艦載誘導兵器作業部会（Shipboard Guided Weapon Working Party）は、ミサイル搭載艦への要求を妥協するように勧告した。そしてちょうどこの時期に上記の改デアリング級の設計が進められていたことから、ミサイル搭載艦のベースとして注目されるようになり、1955年5月、DNC第5課により、ミサイル搭載版の概略設計4案が作成された。このうちもっとも大型であったGW 57案が採択され、本級のベースとなった。6月29日には幕僚要求事項（TSD 2304/55）が作成され、7月には正式な設計が発注された。その後も、各種新装備の開発趨勢に応じて設計変更が繰り返されたが、1957年4月11日に概略設計は認可された。

## 設計

### 船体
艦内容積確保のため、船型は長船首楼型となり、また上部構造物も長大なものとなった。上甲板が強度甲板とされている。抗堪性の観点から戦闘指揮所（AIO）は01甲板（船首楼甲板）の下に移され、艦橋とはエレベーターで結ばれた。これにより上部構造物の防弾性に拘泥する必要がなくなったことから、上部重量削減のため、可能な限りアルミニウム合金が導入されている。機関構成の関係から、太く低い2本煙突が設けられ、印象的な艦容となった。
このように艦内容積が増大したことで、区画的に余裕がある艦となった。空気調整室の新設で艦内は冷暖房完備となり、兵員室でも伝統的なハンモックと腰掛兼衣服箱が廃止され、寝台とロッカーが設けられるなど、居住性の改善が図られた。また大戦中の戦訓も踏まえて、照明と通風装置の改善によって舷窓も廃止された。また巡洋艦に匹敵する規模となったことから、旗艦としての運用も想定して、提督および幕僚のための居住区画も設けられていた。
なおヘリコプターの搭載に伴い、安定化装置として、複数翼のフィンスタビライザーを導入した。

### 機関
第二次大戦当時、イギリス製の機関は過度に保守的な設計を採用し、アメリカ製の機関と比して重い割に出力が低いことが問題になっていた。これに対し、まずデアリング級で是正が試みられ、一定の成果を収めていた。しかし当局は更に野心的に、加速機としてガスタービンエンジンを併用することによる抜本的な改善を志向した。
このCOSAG機関はヤーロウ-アドミラルティ研究部（Y-ARD）によって開発されており、機関全体としてはY.102と称された。ボイラーはバブコック・アンド・ウィルコックス式水管ボイラー、蒸気性状はデアリング級よりも更に高温・高圧化が進められ、圧力700 lbf/in2 (49 kgf/cm2)、温度950 °F (510 °C)となった。ガスタービンエンジンとしては、当初は5,000馬力のメトロヴィックG4が予定されていたが、後に7,500馬力のG6に変更された。これらは、航空用エンジンと蒸気タービンの中間的な重構造型ガスタービンエンジンであり、重量低減効果は当初予期されたほどではなかったが、始動の早さなどのメリットが評価されたため、採用の撤回には至らなかった。
電子機器の強化に伴い電力需要が激増したことから、電源は、蒸気タービン主発電機（出力1,000キロワット）2基、ガスタービン主発電機（出力1,000キロワット）2基、ガスタービン予備発電機（出力750キロワット）1基と、一気に強化された。ただしガスタービン主発電機は熱帯での出力低下が問題となり、「ハンプシャー」以外では後にディーゼル発電機に換装された。

## 装備

### C4ISR
空母機動部隊の防空中枢艦として期待されたことから、バッチ1では空母に準じて、CDS戦術情報処理装置とDPT戦術データ・リンク装置が装備された。またバッチ2では、戦術情報処理装置はデジタルコンピュータを用いて新規開発されたADAWS-1（英海軍での制式名はDAB）に更新されたが、ADAWS-1は対潜戦情報処理には対応していなかったことから、JYC状況表示装置が併載された。なおこれらの戦術情報処理装置は、同時期のアメリカ海軍の海軍戦術情報システム（NTDS）とは違って武器管制機能を統合しており、シースラグ艦対空ミサイルの攻撃指揮にも用いられた。
捜索レーダーとしては、新しい早期警戒用の965型レーダーと、砲・ミサイルの目標捕捉用の992型レーダー、精密対水上捜索・航海用の978型レーダーが搭載され、後期型（バッチ2）では、早期警戒レーダーはアンテナを二段重ねのAKE-2にした965P/M型、目標捕捉レーダーも改良型の992Q型に更新された。また艦対空ミサイルの射撃には目標の高度を含めた3次元的な情報が必要となることから、設計段階では3次元レーダーとして984型レーダーの搭載が検討されていた。これは電磁レンズによる電子走査を採用した野心的なレーダーであったが、当時の技術ではあまりに巨大・大重量となったため、結局、本級への搭載は断念され、高角測定用の278型レーダーが搭載されることになった。
ソナーは新型の177型ソナーが搭載され、後に184型に更新された。カナダ製のCAST可変深度ソナー（後に199型ソナーとして制式化）の装備も検討されていたが、これは実現しなかった。
電子戦装置としては、後期型（バッチ2）ではUA-8/9電波探知装置（ESM）と667型電波妨害装置（ECM）が搭載された。またロスシー級フリゲートの近代化改修で装備化されたコーバス8連装デコイ発射装置も搭載された。

### 武器システム

#### 艦隊防空ミサイル
上記の経緯より、本級の中核的な武器システムとなったのが、シースラグGWS.1艦隊防空ミサイル（SAM）であった。その連装発射機は艦尾甲板に設置され、射撃指揮用の901型レーダーは上部構造物後端部に設けられた。これは同時に2発のミサイルを誘導することができ、また後期型（バッチ2）で搭載された901M型ではさらに3本目のビームも追加されたほか、低空目標対処のためテレビ映像装置も追加された。
発射機直前の船首楼にミサイル弾庫区画が設けられたが、ここにはミサイル発射前の動作確認室や、核弾頭を搭載したシースラグが通常弾頭シースラグの発射ペースを乱さないための専用装填区画も設けられており、上甲板レベルの船首楼のうち半分以上を占める長大なものとなった。2発ずつ4斉射の即応弾は30秒ことに発射することができた。搭載弾数は当初24発とされていたが、アメリカ海軍のカウンターパートにあたるファラガット級ミサイル・フリゲート（DLG）では40発を搭載していたことから搭載弾不足が問題になり、1957年12月にヴィッカーズ社が作成したレイアウト変更案に基づき、即応弾の削減とバーターに39発を搭載できるようになった。
なお後期型では、ミサイルは射程・射高を延伸して超音速目標との交戦能力を付与したシースラグMk.2に更新され、また周辺機器の更新もあり、システム区分はGWS.2に変更されている。

#### 近接防空・対艦兵器
艦砲は45口径11.4cm連装砲（4.5インチ砲Mk.6）、砲射撃指揮装置（GFCS）はMRS-3（903型レーダー装備）と、同世代のフリゲートで標準的な構成が踏襲された。ただし他の装備との容積の兼ね合いから、搭載弾数は通常の3分の2にあたる1門あたり225発に削減された。
対艦兵器として、当初はシースラグの発射機を使って運用できるブルースラグ艦対艦ミサイル（SSM）の後日装備が予定されていたが、これは開発そのものが中止された。また後期型（バッチ2）では、船首楼甲板前端部の2番砲とバーターにエグゾセMM38の単装発射筒4基を搭載することになり、1972年に「ノーフォーク」が搭載したのを皮切りに順次装備した。なお同艦は1974年に実射試験を実施したが、これは艦隊配備されているイギリス海軍の艦艇がSSMを発射した初の例であった。
近距離用の対空兵器としては、当初計画では大戦中に好評を博したボフォース社製56口径40mm機銃をもとに発展させた70口径40mm機銃が予定されていたが、この機銃の装備計画そのものが撤回されたことから、実際にはその代替装備であるシーキャットGWS.21個艦防空ミサイルが搭載された。搭載弾数は36発であった。また後期型（バッチ2）では改良型のシーキャットGWS.22が搭載され、これは後に前期型（バッチ1）にもバックフィットされた。

#### 哨戒ヘリコプター
対潜兵器としては、当初検討されていたリンボー対潜迫撃砲は削除され、また搭載予定だったMk.20「ビダー」対潜誘導魚雷の開発も頓挫したことから、ウェセックス哨戒ヘリコプターのみとなった。当時、フリゲートに小型のフェアリー ウルトラライト・ヘリコプターを搭載する研究が進められていたが、本級の艦載機ではディッピングソナーの運用能力が求められたため、大型のウェセックスが搭載されることになったものである。
しかし艦のレイアウト上、艦対空ミサイルのほうが優先度が高かったことから、上部構造物の後端部はミサイル射撃指揮用の901型レーダーに占拠され、ヘリコプターの格納庫はその前方に配置されて、機体は格納庫の左後方から出し入れする形とされた。これは将来的に航空艤装を廃止してアメリカ製のアスロック対潜ミサイルに換装する予定であったことを踏まえた暫定的な措置だったが、動揺する艦上で狭い通路を移動することになり、航空機運用の観点からは極めて不満足なものであった上、結局アスロックへの換装は実現せず、困難な運用を強いられた。

## 同型艦

### 一覧表
| イギリス海軍 | イギリス海軍 | イギリス海軍                  | イギリス海軍   | イギリス海軍    | イギリス海軍 | 退役/再就役後                                 | 退役/再就役後                                 | 退役/再就役後                                 | 退役/再就役後                                 | 退役/再就役後                                 | 退役/再就役後                                          |
| バッチ       | #            | 艦名                          | 起工           | 就役            | 退役         | 再就役先                                      | #                                             | 艦名                                          | 再就役                                        | 退役                                          | その後                                                 |
| ------------ | ------------ | ----------------------------- | -------------- | --------------- | ------------ | --------------------------------------------- | --------------------------------------------- | --------------------------------------------- | --------------------------------------------- | --------------------------------------------- | ------------------------------------------------------ |
| 1            | D02          | デヴォンシャー HMS Devonshire | 1956年 1月24日 | 1962年 11月15日 | 1978年       | 1984年7月17日、北大西洋にて実艦標的として撃沈 | 1984年7月17日、北大西洋にて実艦標的として撃沈 | 1984年7月17日、北大西洋にて実艦標的として撃沈 | 1984年7月17日、北大西洋にて実艦標的として撃沈 | 1984年7月17日、北大西洋にて実艦標的として撃沈 | 1984年7月17日、北大西洋にて実艦標的として撃沈          |
| 1            | D06          | ハンプシャー HMS Hampshire    | 1959年 3月26日 | 1963年 3月15日  | 1976年       | 1979年、スクラップとして売却解体              | 1979年、スクラップとして売却解体              | 1979年、スクラップとして売却解体              | 1979年、スクラップとして売却解体              | 1979年、スクラップとして売却解体              | 1979年、スクラップとして売却解体                       |
| 1            | D12          | ケント HMS Kent               | 1960年 3月1日  | 1963年 8月15日  | 1980年       | 1998年、スクラップとして売却解体              | 1998年、スクラップとして売却解体              | 1998年、スクラップとして売却解体              | 1998年、スクラップとして売却解体              | 1998年、スクラップとして売却解体              | 1998年、スクラップとして売却解体                       |
| 1            | D16          | ロンドン HMS London           | 1960年 2月26日 | 1963年 11月4日  | 1981年 12月  | パキスタン海軍                                | n/a                                           | バーブル PNS Babur                            | 1982年 3月                                    | 1993年                                        | 1995年、スクラップとして売却解体                       |
| 2            | D20          | ファイフ HMS Fife             | 1962年 6月1日  | 1966年 6月21日  | 1987年 6月   | チリ海軍                                      | DLH-15                                        | ブランコ・エンカラーダ Blanco Encalada        | 1988年                                        | 2003年 12月12日                               | 2005年、スクラップとして売却解体                       |
| 2            | D19          | グラモーガン HMS Glamorgan    | 1962年 9月13日 | 1966年 10月14日 | 1986年       | チリ海軍                                      | DLG-14                                        | アルミランテ・ラトーレ Almirante Latorre      | 1986年                                        | 1998年                                        | 解体のため曳航中の2005年8月11日、 南太平洋に沈没。     |
| 2            | D21          | ノーフォーク HMS Norfork      | 1966年 3月15日 | 1970年 3月7日   | 1981年       | チリ海軍                                      | DLH-11                                        | カピタン・プラット Capitán Prat               | 1982年 8月                                    | 2006年 8月11日                                | 2008年9月、スクラップとしてメキシコに売却。 後に解体。 |
| 2            | D18          | アントリム HMS Antrim         | 1966年 1月20日 | 1970年 7月14日  | 1984年       | チリ海軍                                      | DLH-12                                        | アルミランテ・コクレーン Almirante Cochrane   | 1984年 6月                                    | 2006年 12月7日                                | 2010年12月11日、中国へ曳航され解体。                   |

### 運用史
1975年から新型のGWS-30 シーダート艦対空ミサイルを搭載した42型駆逐艦の就役が開始されたことに伴い、1978年から順次退役が開始された。1982年のフォークランド紛争においては、紛争勃発時点で現役にあったバッチ2の3隻のうち「グラモーガン」と「アントリム」がフォークランド諸島奪還のための機動部隊に編入され出撃したが、これらの艦も1987年までには全艦がイギリス海軍から退役した。
ちなみに、アントリムの艦載機として使用されたウェセックス HAS.Mk3は対潜哨戒機として活躍し、アルゼンチン海軍の潜水艦サンタフェを行動不能にし、座礁させる戦果を挙げた。
イギリス海軍から退役したカウンティ級駆逐艦は、バッチ1のうちの1隻がパキスタン海軍に、バッチ2の4隻全てがチリ海軍にそれぞれ引き取られた。
チリ海軍では1990年代に以下の近代化改修を受け、ミサイル駆逐艦から汎用駆逐艦に衣替えした。
- 艦後部のシースラグSAMランチャーと901型射撃指揮レーダーを撤去して後部のヘリ格納庫と発着甲板を大型化。艦載ヘリをAS532クーガーに変更。
- 後部煙突の左右に配置されたGWS-22 シーキャット短SAMの4連装発射機を、バラク-1 短SAMのVLS（8セル）に換装。

パキスタン海軍に譲渡された艦は1993年に、チリ海軍の艦も2007年までに全艦退役した。

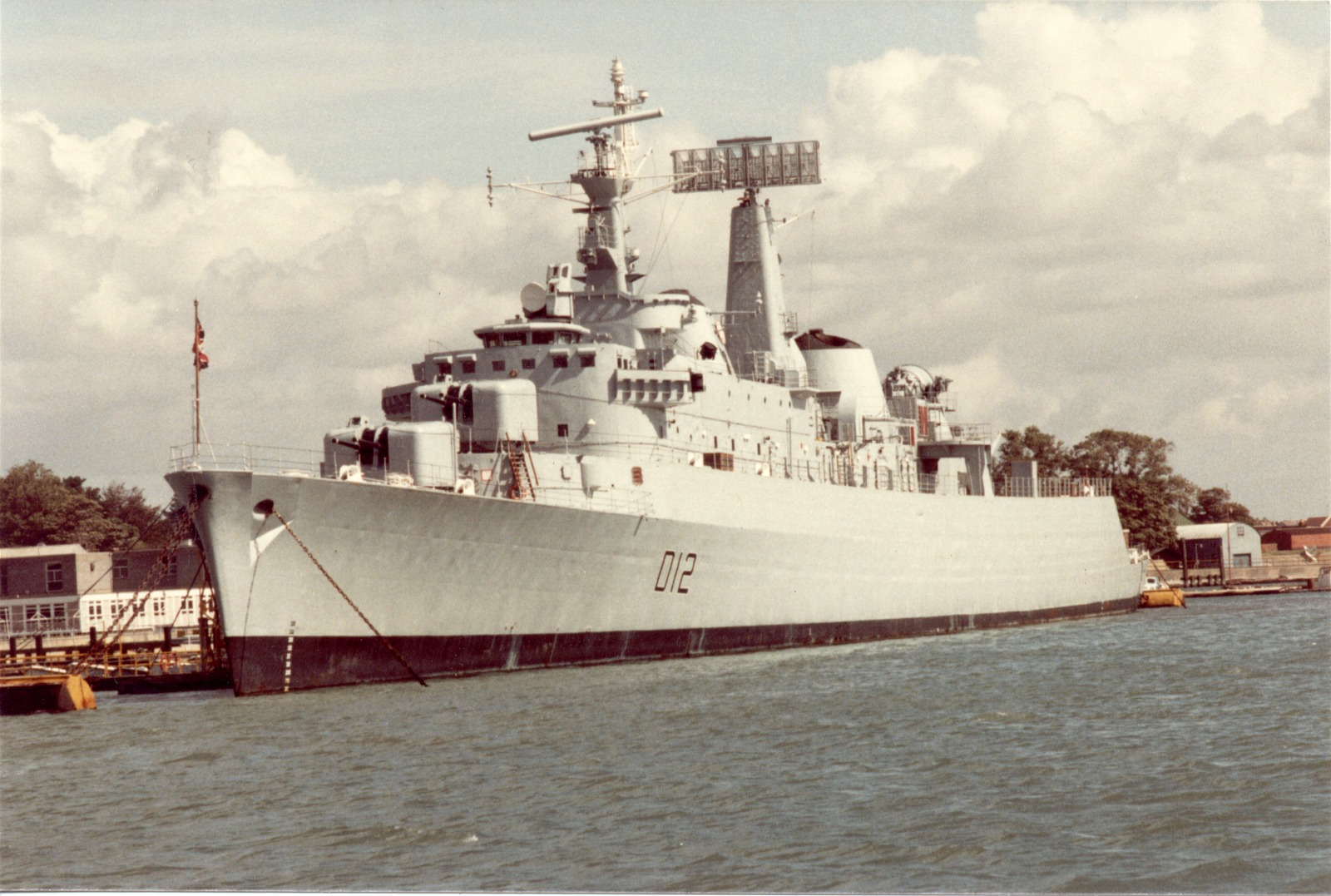
バッチ1のHMS ケント（1988年撮影） 艦前部に2基の4.5インチ連装砲塔を装備するほか、後部マスト頂部の965型レーダーは1段式のAEK-1型アンテナを装備している。
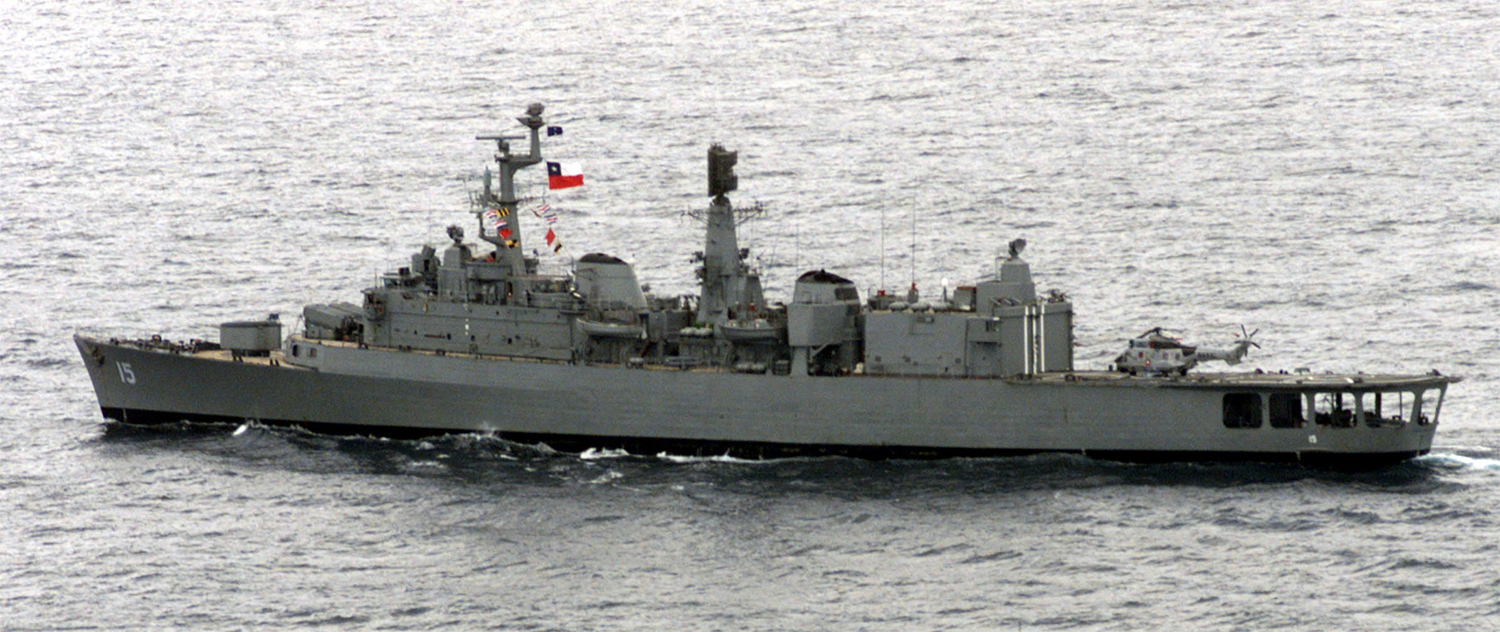
DLH-15 ブランコ・エンカラーダ（旧HMS ファイフ：1999年撮影） 艦尾部分に配置されていたシースラグSAMランチャーは撤去され、ヘリコプター発着甲板が艦尾末端部まで延長されている。

## 登場作品
『謎の円盤UFO』
「地球最後の時（原題：Destruction）」にハンプシャーが登場。シースラグと連装砲でUFOを攻撃する。